# Alegorija dobre in slabe vlade
Alegorija dobre in slabe vlade je serija treh fresk, ki jih je Ambrogio Lorenzetti naslikal med februarjem 1338 in majem 1339. Slike se nahajajo v sienski Palazzo Pubblico - natančneje v Sala dei Nove ('Salon Devetih'), dvorana svet  Devetih izvršnih sodnikov republike Siene, izvoljeni uradniki, ki so opravljali izvršne funkcije (in sodne v sekularnih zadevah). Slike so bile razložene kot »oblikovane tako, da devetih [sodnikov] opozarjajo na to, koliko je bilo ogroženih pri sprejemanju odločitev«.
Lorenzettijeva nesporna mojstrovina je sestavljena iz šestih različnih prizorov (vsi naslovi so sodobni dogovori):
- Alegorija dobre vlade
- Alegorija slabe vlade
- Učinki slabe vlade v mestu
- Učinki slabe vlade v državi
- Učinki dobre vlade v mestu
- Učinki dobre vlade v državi

## Zgodovinski okvir
Serijo Alegorija in učinki dobre in slabe vlade je v celoti naročila civilna skupina, Svet devetih (mestni svet). Za razliko od večine umetnosti v tistem času je tematika bolj državljanska kot verska. Republika Siena je bila ena najmočnejših italijanskih mestnih držav iz 14. stoletja, urbano središče, polno bankirjev in trgovcev s številnimi mednarodnimi stiki. 14. stoletje je bilo v italijanskih mestih nemirno za politiko zaradi nenehnih nasilnih strankarskih bojev; vlade so bile strmoglavljene in obnovljene.

## Lega
Freske zavzemajo veliko prostora in pokrivajo tri od štirih sten sobe Sveta. Edina stena, ki nima freske, je južna stena, saj je v tej steni edino okno sobe. Vrata, skozi katerih bi vstopil svet, so na nasprotni severni steni. Na vzhodni steni je Lorenzetti upodobil prizore Učinkov dobre vlade, medtem ko na nasprotni zahodni steni prikazal Učinke slabe vlade. S pogledom na obe freski so na severni steni poosebitve alegoričnih upodobitev vrlin dobrega vladanja.
- Učinki slabe vlade v državi
- Učinki slabe vlade v mestu
- Alegorija slabe vlade
- Alegorija dobre vlade
- Učinki dobre vlade v mestu
- Učinki dobre vlade v državi

## Alegorija dobre vlade
V Alegoriji dobre vlade je kompozicija zgrajena iz treh vodoravnih pasov. V ospredju so predstavljene figure sodobne Siene. Državljani delujejo kot simbolična predstavitev različnih uradnikov in sodnikov. Povezujeta jih dve tkani vrvici ali soglasja, ki jih Sloga zbira pod tehtnico Pravičnosti. Za njimi so na odru alegorične figure v dveh skupinah, ki predstavljajo dobro vlado. Dve skupini povezuje povorka svetnikov. Zgornji pas označuje nebeško kroglo s plavajočimi breztelesnimi duhovi vrlin. Modrost sedi nad glavo personifikacije Sienske komune. Sedi na prestolu in ima kroglo in žezlo, ki simbolizira časovno moč. Oblečena je v barve Balzana, črno-belega sienskega grba. Okoli njene glave so štiri črke C S C V', ki pomenijo Commune Saenorum Civitatis Virginis, kar pojasnjuje njegovo identiteto kot utelešenje sienskega sveta. Ta lik vodijo Vera, Upanje in Ljubezen. Sreča se z ustreznimi vrlinami, ki so potrebne za pravega in pravičnega vladarja.
Vrline dobre vlade predstavlja šest okronanih, veličastnih ženskih figur: Mir, Pogum in Razumnost na levi, Velikodušnost, Zmernost in Pravičnost na desni. Na skrajni levi strani freske se ponovi lik Pravičnosti, ko uravnava tehtnico, ki jo drži Modrost. Figure so naturalistične in menda so ženske postave predstavljale ideal ženske lepote v Sieni. Ob nogah vladarja sta dva igrajoča se otroka. Lahko bi bila sinova Rema, Ascij in Senij, ki sta po rimski legendi ustanovitelja Siene. Menijo tudi, da sta otroka Romul in Rem, ki sta ustanovila Rim. Besedilo na spodnjem robu slike se glasi: »Ta sveta krepost [Pravičnost], kjer vlada, spodbuja k enotnosti številne duše [državljanov] in ti, zbrani v ta namen, ustvarjajo skupno dobro [ben comune] njihovega Gospoda; in on se, da bi upravljal svojo državo, odloči, da ne bo nikoli odvrnil pogleda od sijajnih obrazov Kreposti, ki sedijo okrog njega , brez vojne vsak državljanski rezultat pravilno sledi - koristen in prijeten«. Pod fresko je podpis Lorenzettija: Ambrosius Laurentii De Senis Hic Pinxit Utrinque.

### Mirno mesto
Na daljši steni sobe v Salli je freska Učinki dobre vlade v mestu in na podeželju. Del te freske je Mirno mesto. Ta panoramska freska predstavlja več prizorov, ki prikazujejo življenje Siene in njenega okolja v 14. stoletju. Ta slika ponuja prvi natančen panoramski pogled na mesto in deželo (pokrajino) od antike; gledalci lahko prepoznajo mesto Siena, v nasprotju z dvoumnimi prizorišči, ki jih najdemo v drugih delih tistega časa. Mesto je polno strnjenih palač, trgov, stolpov, cerkva, ulic in obzidja. Vsi ti vidiki spominjajo na mestne prizore, najdene na starih rimskih freskah. Obstaja veliko trgovin, kar kaže na dobre trgovske in gospodarske razmere. Promet se premika mirno, člani ceha se ukvarjajo s svojimi obrtmi, poteka poročni sprevod in deklice so videti elegantne ko plešejo. Plesi so bili običajni za pomladne rituale; na tej sliki delujejo tudi kot prispodoba miroljubne zveze. Mlade ženske bi lahko predstavljale tudi devet muz umetnosti in znanosti iz grške mitologije. Ta freska kaže, da če vlada vlada krepostno in pravično, potem mesto uspeva in napreduje. Ob spodnjem robu stene je besedilo, ki se glasi:
»Obrni oči, da jo vidiš, ti, ki vladaš, ki je tukaj upodobljena [Pravičnost], okronana zaradi njene odličnosti, ki vedno vsem izkaže svojo dolžnost. Poglej, koliko dobrin iz nje izhaja in kako sladko in mirno je to življenje v mestu, kjer je ohranjena ta vrlina, ki zasenči katero koli drugo. Tiste, ki jo častijo, varuje in brani ter jih neguje in hrani. Iz njene luči je tako poplačilo tistih, ki delajo dobro, in hudobnim dolžna kazen«.

### Mirna država
Nato se freska brez napora zlije v Mirno državo. Prehod opravi spremstvo, ki gre skozi mestna vrata in na podeželje onkraj mestnega obzidja. Nova scena prikazuje ptičji pogled na toskansko podeželje z vilami, gradovi, zoranimi kmetijskimi zemljišči, kmetje  pa se sproščeno ukvarjajo s svojimi bukoličnimi nalogami. Pokrajina je natančno opredeljena in ima značilnosti, ki kažejo na določen kraj in okolje. Krilati alegorični lik Varnosti lebdi nad pokrajino in drži razvit zvitek, ki obljublja varnost vsem, ki živijo pod pravno državo. Na drsniku je napisano besedilo:
»Brez strahu lahko mnogi potujejo svobodno, vsak lahko obdeluje in seje, dokler bo ta komuna ohranila to gospo [Pravico] suvereno, saj je brezbožnemu odvzela vso moč«.

### Kozmične alegorije
V ciklusu Lorenzetti izraža idejo, da vzrok za mir ne temelji le na učinkih dobre vlade, temveč tudi na državljanih, ki delujejo »v skladu s časovno in astralno silo, ki jih vodi«. Lorenzetti to zamisel izraža delno z mejo vzdolž treh fresk, ki prikazujejo medaljone s poosebitvami planetov in letnih časov.
Nad poslikavo, ki prikazuje Učinke dobre vlade, ti medaljoni sledijo naravnemu redu letnih časov in poravnavi planetov. V Učinki dobre vlade Lorenzetti prikazuje državljane, ki opravljajo različne naloge za vsakega od teh mesecev. Spomladanski in poletni napori so zelo jasni; »Ribolov in negovanje vinske trte (marec), obdelava zemlje in sajenje (april), jahanje (maj), oranje in vzreja (junij), pobiranje žit (julij), mlačenje (avgust) in lov (september)«. Najdejo se tudi zimski in jesenski napori, vendar ne sledijo običajnim konvencijam časa za upodobitev teh.
S temi upodobitvami del, ki sledijo letnim časom in planetom, Lorenzetti ustvarja idejo, da je mir deloma mogoč tudi zaradi državljanov, ki sledijo planetom in letnim časom. Domneva se tudi, da Lorenzetti z upodobitvami državljanov v različnih delih prikazuje alegorične manifestacije otrok različnih planetov. Ob natančnejši analizi je jasno, da je Lorenzetti upodobil otroke, ki bi pomagali zagotoviti mir, v primerjavi s tistimi, ki bi ga motili. To je razvidno s poudarkom na trgovskih dejavnostih, za katere so verjeli, da so Merkurjevi otroci. Za otroke Venere se je Lorenzetti odločil prikazati nevesto, tkalce in plesalce, namesto da bi upodobil njene bolj telesne otroke. Marsove otroke, ki so vsi odvisni od uporabe orožja, predstavljajo vitezi in stražarji. Saturnove otroke zastopajo orači, kopači in mlatilci, drugi njegovi otroci, na primer invalidi, pa so izključeni. Jupitrovi otroci so predstavljeni kot lovci. Ko je Lorenzetti poudarjal otroke, ki bodo zagotovili mir, je domov odpeljal pomembnost sledenja dejavnostim, ki spodbujajo mir in ga ne motijo. Lorenzetti tako z upodobitvijo mesečnih tdel kot z otroki planetov kaže na pomen izvajanja ustreznih nalog v skladu z naravo za zagotovitev miru. To poudarja dejstvo, da so polovice letnih časov in rastline prikazane upodobljene na prizorišču vojne, kar gledalca opozarja na napako, ker ni ravnal v skladu s tem.

### Venera in plesalci
Deset plesalcev, predstavljenih sredi freske Učinki dobre vlade, je predmet številnih razprav. Verjame se, da so predstavniki Venerinih otrok. V Lorenzettijevih dneh so verjeli, da obstajata dve manifestaciji Venere. Ti dve strani sta našli svoje oblike bodisi v zakonitem planetarnem božanstvu bodisi v goli boginji, rojeni iz morja. Ko pogledamo upodobitve poosebitev drugih planetov vzdolž freske, vidimo, da jih vidimo postavljene v obeh hišah. Venera pa je postavljena le v Bika, njeno dnevno hišo. S to skrbno izbiro Lorenzetti svojo stran legitimira kot planetarno boginjo. To še dodatno uveljavlja z njeno skromno obleko, namesto da bi bila upodobljena gola. Zato njeni otroci zastopajo čistost, zakonsko ljubezen, prijateljstvo in družabnost, vse vidike, ki cvetijo podnevi. Gibanje njihovega plesa posnema gibe Venere, kar v kombinaciji z njihovim večjim obsegom ustvarja in poudarja odmevno sporočilo, da je treba mir v mestu najti v domnevi z gibi nebes.

### Perspektiva
Ko preučuje Učinke dobre vlade, se gledalec zaveda uporabe poševne perspektive. Zdi se, da mestna krajina in obseg figur ter perspektiva ne sledijo racionalni shemi. Za razlago tega odstopanja od bolj tradicionalne perspektive sta bili predloženi dve hipotezi. Ena od hipotez pravi da poševna perspektiva izhaja iz dejstva, da freska svojo perspektivo izpelje iz središča neposredno pred figuro Tirana na nasprotni steni. Ta perspektiva v upodobitvi dobre vlade seva iz tega središča, pri čemer je uporabljena bolj radialna perspektiva.  Druga in bolj priljubljena hipoteza je ideja, da perspektiva izhaja iz pogleda pravičnosti. To hipotezo podpira dejstvo, da medtem ko druge vrline sedijo v pokončnem položaju in gledajo bodisi v vesolje bodisi diskretno druga drugo, je Pravičnost pogled usmerila čez vogal sobe. Za nadaljnjo podporo tej ideji so bile posnete fotografije, ki sledijo njenemu vidnemu polju in s temi fotografijami stavbe in figure dobimo pravilno perspektivo. Nadaljnji dokazi, ki podpirajo to idejo, so preučitev takratne znanosti o optiki v Sieni. V času Lorenzettija je veljalo prepričanje, da pogled ni le dejanje gledanja, temveč tudi razumevanja. Beseda za vid je pomenila tako videti kot podobo, ki jo je ustvaril um. Tudi beseda svetloba je imela dvojni pomen, ki opisuje »tako fizično kot duhovno osvetlitev«. Ko je gledalec umeščen v miselnost in razumevanje takratnega sienskega državljana, to okrepi trditev, da je perspektiva pravna, saj njen pogled nato ustvari in osvetli to mirno sceno.

### Nesoglasja znotraj lokacije
Zdi se, da imajo freske Učinki dobre vlade eno močnih točk za razpravo. Medtem ko nekateri strokovnjaki trdno verjamejo, da naj bi upodobljeno mesto predstavljalo Sieno, drugi verjamejo, da naj bi bilo bolj prispodoba mesta. Za oba argumenta se znanstveniki opredeljujejo na podlagi dokazov, ki jih najdejo na freski. Nekateri na sliki zvonika in stolnice s kupolo pokažejo, da je to res Siena. Trdijo, da gre za upodobitve dejansko stoječih sienskih stavb. Drugi še gledajo desno od podeželja do majhnega prizorišča pristanišča, ki vključuje ime Telamon. Ta napis je zelo majhen, upodobitev samega pristanišča je res majhna. Kljub temu pa strokovnjaki na to gledajo kot na dokaz, da naj bi ta prizor natančno prikazal Sieno. Drugi gledajo na vrata, pa tudi na druge stavbe in opozarjajo na velike razlike in odmike med fresko in resničnostjo. Ti dokazi zanje kažejo na dejstvo, da je Lorenzetti želel upodobiti idealno mesto, ki da primerjave s Sieno ni mogel zamuditi, vendar ga ni bilo mogoče zamenjati s Sieno.

## Učinki slabe vlade
Lorenzettijeva freska Učinki slabe vlade ni bila opisana tako obširno kot Učinki dobre vlade, deloma tudi zaradi slabšega stanja te freske. Stena, na kateri je upodobljena freska Učinki slabe vlade, je bila nekoč zunanja stena, zato je v preteklosti utrpela veliko škode zaradi vlage. Ko se gledalec obrne, da bi preučil to fresko, se sooči z zavajajočo postavo, okrašeno z rogovi in očmi, ki gledajo navzkrižno. Ta figura je označena kot Tirammides (Tiranija), ki sedi ustoličena, naslonjena na kozo (simbol razkošja), medtem ko drži bodalo.
Pod tiranom leži figura Pravičnosti, ki jo obkrožajo figure krutosti, prevare, goljufije, besa, razdvojenosti in vojne, nad njimi pa plavajo liki pohlepa, prevzetnosti in bahavosti. V skladu s svetovalcem takratnih mestnih sodnikov so te figure veljale za »glavne sovražnike človeškega življenja«. Planeti Jupiter, Saturn in Mars predsedujejo tej sceni, saj so bili manj ugodni planeti; vključene so tudi tiranske osebnosti, kot je rimski cesar Neron. Ko pogledamo prizorišče mesta samega, se zdi, da je zelo moteče; nič ne ustreza, kot bi moralo biti. To je deloma posledica dejstva, da je Lorenzetti prizorišče predstavil tako, da ga mora gledalec prebrati od desne proti levi in samodejno ustvariti občutek nelagodja. Ko pogledamo prizorišče, vidimo, da mesto propada, okna so na stežaj odprta, hiše se rušijo, delavnic pa ni, razen orožarja. Ulice so zapuščene, na podeželju pa dve vojski, ki napredujeta ena proti drugi. Celotna scena prikazuje zrcalo, ki je nasprotno od učinka dobre vlade, kar svetu daje močan opomnik.